# Sagene ring
Sagene ring var en del af Oslos sporveje, der eksisterede i forskellig udstrækning fra 1899 til 1998.

## Historie
Linjen blev oprindeligt åbnet af Kristiania Kommunale Sporveie 24. november 1899 og gik da fra Athenæum til Sagene kirke. Selskabet og linjen blev overtaget af Kristiania Sporveisselskab i 1905. 28. december 1914 blev linjen forlænget til Torshov og fra 1915 blev Sagene betjent af ringlinjen Sagene ring, der kombinerede Sagenelinjen med Grünerløkka–Torshov-linjen. I 1924 blev driften overtaget af Oslo Sporveier. Fra samme år og indtil 1949 var der desuden en sidelinje fra Bentsebruagata, Korsvolllinjen. Sagene ring ophørte som linje i 1957. I 1966 nedlagdes Sinsenlinjen mellem Stortorvet og Sagene som en del af en planlagt afvikling af sporvejsnettet. Afviklingen blev dog ikke gennemført i fuld udstrækning, så strækningen mellem Sagene til Torshov overlevede indtil 1998.
Mens Sagene ring eksisterede som en selvstændig ringlinje gik den fra sporvognsremisen bag Sagene kirke ad Nordre gravlund, Geitmyrsveien‚ Colletts gate, Ullevålsveien, Akersgata og Karl Johans gate, over Stortorvet og videre ad Storgata, Thorvald Meyers gate og Bentsebrua tilbage til Sagene. 

## Sagene ring i dag
Strækningen mellem Sagene og Storgata trafikeres i dag af buslinje 37, mens strækningen mellem Sagene og Thorvald Meyers gate, der blev trafikeret af sporvogne indtil 1998, i dag trafikeres af buslinje 20.
Den gamle sporvognsremise i Sagene fra 1899 blev solgt fra i 1994 og blev efterfølgende ombygget til moderne kontorlokaler. På det gamle sporområder rundt om remisen opførtes der fire boligblokke med ca. 250 lejligheder i 1996-1998.
Foran Sagene kirke har en ny brostensbelægning erstattet den gamle vendeløjfe, men et kort stykke er blevet bevaret som et minde. I Bentsebrugata kunne det meste af dobbeltsporet mellem Vogts gate og Hegermanns gate tilsvarende ses så sent som i 2013, 15 år efter nedlæggelsen.